# Świry (film)
Świry (ang. Crackers) – amerykańska komedia z 1984 roku w reżyserii Louisa Malle’a. Remake włoskiego filmu Sprawcy nieznani (1958) Mario Monicellego. Zdjęcia kręcono w San Francisco.

## Fabuła
Garvey jest właścicielem lombardu w San Francisco. Jego bezrobotni i karani przyjaciele Dillard, Turtle oraz Weslake, wspólnie z miejscowym alfonsem Boardwalkiem, planują włamać się do sklepu Garveya, gdy właściciel jest poza miastem. Podczas skomplikowanego procesu planowania, Dillard zakochuje się w hiszpańskiej kobiecie, siostrze przyjaciela. Oprócz tego Boardwalk musi się zająć lokalnym mieszkaniem, gdzie poznaje i zakochuje się w pokojówce. Wśród wszystkich tych romantycznych zawirowań, Weslake opracowuje plan włamania, który jest wykonany przez nieudolny gang.

## Obsada
- Donald Sutherland – Weslake
- Jack Warden – Lou Garvey
- Sean Penn – Don Dillard
- Wallace Shawn – Turtle
- Larry Riley – Boardwalk
- Trinidad Silva – Ramon
- Christine Baranski – Maxine
- Irwin Corey – Lazzarelli
- Edouard DeSoto – Don Fernando Pablo Jesus de la Vaca
- Anna Maria Horsford – Slam Dunk
- Mitchell Lichtenstein – Artysta
- Charlayne Woodard – Jasmine
- Tasia Valenza – Maria Elena Mercedes
- Marjorie Eaton – Mrs. O'Malley
- Jeffrey Weissman – tancerz

i inni.